# عبد الرحمن كتخدا

## نبذة عنه
الأمير عبد الرحمن بن حسن جاويش القازدغلي «كتخدا مصر أي محافظ مصر» واشتهر باسم عبد الرحمن كتخدا كان من أمراء المماليك في عصر علي بك الكبير، وقد عين، بعد أن تدرج في المناصب العسكرية حتى أصبح مسئولا عن الجيش. ففي عام 1737م رقي إلى رتبة جاويش، ثم باش جاويش.

## المناصب التي تقلدها
وفي عام 1152هـ/1739م حل الأمير عبد الرحمن كتخدا محل سليمان جاويش في منصب السردار «أو القائد العام». وكان الأمير عبد الرحمن كتخدا واحدا من أعظم الراعين للحركة المعمارية خلال العصر العثماني، وربما كان الأنشط في تاريخ القاهرة كله؛ وآثار كثيرة تحمل اسمه من أشهرها سبيل عبد الرحمن كتخدا

## عماراته التي أنشأها بالقاهرة
عبد الرحمن كتخدا: (ت 1190هـ-1776)، ابن حسن جاويش القازدغلي، نسبة إلى قازداغ ومعناها جبل الأوز. ترجم له الجبرتي ترجمة طويلة في كتابه عجائب الآثار وذكر عماراته التي أنشأها في نواحي القاهرة، وكذا القناطر التي شيدها. زاد في بناء الأزهر ما يكاد يكون نصف الجزء المسقوف في جهة القبلة وحدها وزيادته أعلى من أرض المسجد القديم وله فيه محراب. أقام منارة الأزهر التي في الركن الجنوبي الشرقي للأزهر عند باب الصعايدة وهي على يمين الداخل، وعلى يساره ضريح عبد الرحمن كتخدا تطل عليه المنارة، وبينهما رحبة غير مسقوفة والضريح في حجرة عليها قبة، يعلوها تركيبة مزينة بالكتابات. له بالقاهرة عدة مساجد وأسبلة. كما أنه أصلح كثيراً من المشاهد منها مشهد الأمير عثمان كتخدا القازدوغلي، وعثمان كتخدا كان من رجال الأمير حسن جاويش القازدوغلي والد الأمير عبد الرحمن صاحب المنشآت العمرانية بالقاهرة، وتقلب في عدة وظائف إلى أن عين «كتخدا» أي وكيلا للوالي، توفي سنة 1149 هـ (1736م).
2 : اعتنت لجنة حفظ الآثار العربية بالجامع منذ سنة 1933 فازالت الدكاكين التي كانت تحجب الواجهة الشمالية واصلحت فظهرت بعد احتجابها. وفي سنة 1939ازالت منزلا كان يجاور الباب الشمالي للجامع واكملت بناء الواجهة. وفي سنة 1992 تأثر الجامع بالزلزال الذي حدث بالقاهرة في تلك السنة وأدى إلى حدوث خلل في أسقفه وجدرانه، وقامت هيئة الآثار المصريّة بتجديد الجامع تجديداً شاملا واعادته إلى أصله وانتهت أعمال التجديد سنة 2001.

## وفاته
نفاه علي بك الكبير لثلاث عشرة سنة، ثم عاد في عام 1776م؛ وتوفي بعدها بقليل، وهو في السبعين عام 1776